# Suta gouldii
Suta gouldii — вид отруйних змій родини аспідових (Elapidae). Ендемік Австралії. Вид названо на честь англійського орнітолога Джона Гульда.

## Поширення і екологія
Suta gouldii мешкають на південному заході Західної Австралії. Вони живуть в пустищах, рідколіссях, чагарниках та серед скель, трапляються поблизу людських поселень. Яйцеживородні.